# عسگرآباد کوه
عسگرآبادکوه، روستایی است از توابع بخش نازلو و در شهرستان ارومیه استان آذربایجان غربی ایران.

## جمعیت
این روستا در دهستان نازلوی شمالی قرار داشته و بر اساس سرشماری سال ۱۳۹۸ جمعیت آن ۸۸۰ نفر (۲۱۱ خانوار)
بوده‌است.

## قلعه عسگرآباد کوه
قلعه عسگرآباد کوه یا در اصطلاح محلی (به ترکی آذربایجانی: "داغ عسگرآباد") یکی از پادگان‌های نظامی دوره افشاریه و قاجاریه بود که بعد از دوره قاجارتبدیل به روستا شد. این قلعه استراتژیک تاریخی؛ با داشتن نقش دژ دفاعی منطقهٔ نازلوچای، در زمان قاجار شاهد جنایات دشمن در زمان بروز ناآرامی‌ها در آذربایجان بوده‌است. قتل‌عام مردم این روستا و پناهندگان به قلعه از روستاهای اطراف درجریان حوادث حمله شیخ عبیدالله نهری و جیلوها؛ جلو، از جمله این کشتارهای وحشیانه تجاوزگران می‌باشد.
عمده مصالح این قلعه خشت و گل و آجر می‌باشد. با این وجود بخش‌های عمده‌ای از آن همچنان سالم باقی مانده‌است. در ساخت برج‌ها و حصارهای این قلعه از هشت تا چهارده لایه گلی به ارتفاع نیم متر و ضخامت یک و نیم متر، که به صورت پشته‌ای به روی هم سوار شده‌اند، استفاده شده‌است. طرح اصلی قلعه به صورت هشت ضلعی نامنتظم با حدود ۲۲ برج دیده‌بانی بوده‌است. این برج‌ها سه طبقه بوده و به دو شکل مدور و چند ضلعی و در فواصل مختلف ساخته شده‌اند. وسعت قلعه و وجود ۲۲ برج دیده‌بانی نشان از جمعیت زیاد ساکن در قلعه و همچنین اهمیت بالای قلعه در هنگام ساخت آن دارد. اهمیت این قلعه علاوه بر جنبه تاریخی آن، به علت قرار گرفتن در موقعیت خاص جغرافیایی و سیاسی است.
این قلعه تنها نمونه برجای مانده از قلاع محافظ روستایی است که بیشتر بخش‌های آن تا به امروز سالم باقی مانده‌است.
قلعه تاریخی عسگرآباد کوه در ۲۵ آبان ۱۳۸۷ با شماره ۲۳۶۱۱ در فهرست آثار ملی کشور به ثبت رسیده‌است.

## تاریخ باستانی قلعه
قلعه عسگرآباد شباهت بسیاری در ساخت خود با قلعه ایرج دژی دارد. بسیاری از آثار باستانی حوالی نزدیک قلعه عسگرآباد قدمت هزاران ساله دارند و این امر می‌تواند دلیلی بر قدمت هرچه بیشتر این قلعه باشد. علاوه بر ارزش تاریخی این قلعه می‌توان به ارزش استراتژیک آن در زمان حمله دشمنان هم اشاره نمود. آخرین بازمانده از قتل‌عام عسگرآباد؛ اکبر نعمتی منصور نوه پسری ملک منصور میرزا، از قدمت و ارزش استراتژیک این دژ باستانی صحبت می‌کردند. ایشان فرزند نعمت میرزا و نوه ملک منصور میزا بودند که در جنگ قهرمانانه و فاجعه قتل‌عام ناجوانمردانه قلعه عسگرآباد هفت عمو، مادر و خواهر بزرگ خود را به فجیعترین وجهی از دست دادند. دایه ایشان اکبرمیرزا را که در آنزمان ۵ یا ۶ ساله بودند در زیر اجساد شهدا پنهان کرده و بعدأ بنحوی موفق به فرار شده بوند. تنها بامانده اکبر نعمتی منصور خاله ایشان بود که در تبریز در همسری شاهزاده امام قلی میرزا بود.
قلعه عسگرآباد کوه یکبار هم؛ ۳۹ سال پیش تجاوز جیلوها جلو در سال ۱۲۹۷ه برابر با ۱ آبان ۱۲۵۹ شمسی بدست متجاوزان شیخ عبیدالله نهری ویران شده بود. پس از عقب‌نشینی شیخ عبیدالله قلعه عسگرآباد بدستور و همت شاهزاده ملک منصور میرزا و پسرانش تعمیر و مرمت شد تا یکبار دیگر بدست مارشیمون بنیامین و پیروانش ویران گرد.

## حمله شیخ عبیدالله به قلعه عسگرآباد
در سال ۱۲۹۷ه برابر با ۱ آبان ۱۲۵۹ شمسی شیخ عبیداله با تشویق انگلیس و دیگر قدرت‌های بزرگ زمان درصدد آشوب در آذربایجان بود. وی پس از تهیه قوای کافی و پیمان پنهانی بستن با حمزه آقا یکی از خلفای خود را که محمد سعید نام داشته بهمراهی پسرش عبدالقادر با چهار هزار نفر تفنگچی به اورمی می‌فرستد قوای اشرار به حوالی شهر رسیده در قلعه اسماعیل آقا در ۳ فرسخی مستقر می‌شوند. در این موقع حکومت ارومیه بر عهدهٔ اقبال‌الدوله بود. از طرف وی شاهزاده امامقلی میرزا پسر ملک قاسم میرزا جهت رسیدگی به وضع ساوجبلاغ؛ مهاباد، و التیام بین سران عشایر و شاهزاده احمد میرزا حاکم شهر ساوجبلاغ؛ مهاباد، حرکت نمود؛ ولی متأسفانه کوشش‌های وی مثمر واقع نشد و هر چه سعی نمود که حاکم شهر را با حمزه آقا سر رأفت و آشتی بیاورد، موفق به این کار نگردید و وساطت وی بی‌نتیجه ماند.
اقبال الدوله خسروخان و محمد رضاخان سرتیپ قورخانه را با دو عراده توپ جهت ججهت جلوگیری از اشرار به در قلعه بدربو می‌فرستد. در آن زمان اطراف این قلعه یک از امن‌ترین نقاط برای مردم روستاهای شهر ارومیه بود که نسبتاً از حمله این یاغی در امان بودند. متأسفانه ارتش دولتی جنگ را می‌بازد و دو توپ جنگی بدست دشمن می‌افتد ولی خوشبختانه مردم ارومیه با شجاعت و پایداری خود و به همت اقبال الدوله دشمن را به عقب می‌رانند.
در آنزمان ملک منصور میرزا به عنوان مشاور شاه در امور ارومیه در منطقه نازلوچای ساکن بود. وی بر اساس نظام سربازگیری بنیچه سربازان پیاده‌نظام مورد نیازاطراف نازلوچای را به کمک پسرانش تأمین می‌کرد. ماجرا از این قرار بود که سال‌ها پیش از آشوب عبیدالله، ملک منصور میزا دارالخلافه را ترک کرده و در ارومیه ساکن بود. وی امضای فرمانی را که از ناصرالدین شاه گرفته بود به جهانگیر خان بیگلربیگی و امامقلی خان سرتیپ افشار اطلاع داده و روز بعد در عمارت کلاه فرنگی سرای موروثی برادرش ملک قاسم میرزا قرار سلام عام را گذاشته و نیابت حکومت را به جهانگیر خان بیگلر بیگی سپرده و خود بطرف روستای بدلبو حرکت و در آنجا توقف و اقامت گزیده بود. وجود ملک منصور میرزا در منطقه نازلوچای باعث آبادی و امنیت منطقه شده بود. استحکام قلعه عسگرآباد باعث می‌شود که مردم روستاهای حوالی نازلوچای هم به قلعهٔ پناه ببرند.
شیخ عبیدالله که از حمله به شهر ارومیه توفیقی نیافته بود اقدام به تاراج روستاهای اطراف شهر می‌کند. در این میان روستای عسگرآباد واهالی آن اقدام به سنگر بندی کرده در مقام مقاومت بر می‌آیند. چنان‌که در ابتدا ذکر شد مدافعان قلعه عسگر آباد شجاعانه و تا آخرین نفر ایستادگی می‌کند. متأسفانه بعد از ویران شدن قسمتی از دیوار قلعه به کمک توپ‌ها یاغیان داخل قلعه شده حتی به زن و کودک هم رحم نمی‌کنند و همه چیز را به تاراج می‌برند.

## حملهمارشیمون بنیامینجیلو و پیروانش به قلعه عسگرآباد
در سال ۱۹۱۸میلادی برابر با ۱۲۹۶ شمسی دسته جات مسلح آسوری و ارمنی؛ جیلوها، با حمایت اردوها، هئیتهای دیپلماتیک و میسیون‌های مسیحی انگلستان، روسیه و فرانسه در غرب آذربایجان مشغول کشت و کشتار و پاکسازی نژادی اهالی ترک آذربایجان بودند.
عسگرآباد بعد بازسازی بدستور ملک منصورمیرزا دارای قلعهٔ محکمی بود و به همین سبب عده زیادی از اهالی دهات همجوار برای در امان ماندن از قتل‌عام شدن توسط جیلوها به آنجا پناهنده شده بودند.
قوای مسلح مسیحی روز ۲۵ ژوئن به فرماندهی پطروس و به رهبری مارشیمون با تجهیزات تمام و به همراه دو توپ‌های جنگی به روستای عسگرآباد هجوم برده و آنجا را به محاصره خود درآوردند. هدف قوای مسلح مسیحی از ایجاد جنگ تسلط بر جان و مال اهالی همه روستاهای جمع شده در عسگرآباد بود. اهالی روستا که ابداً قصد و نیتی برای جنگ نداشتند طی مذاکراتی حاضر به تسلیم شدن و تسلیم کردن سلاح‌های خود به نیروهای مسیحی شدند. اما در روز ۲۸ ژوئن حین پس دادن سلاح‌های خود، قوای مسلح مسیحی که روستا را تحت محاصره خود داشت از کوه‌های اطراف به سوی اهالی بی دفاع قلعه آتش گشود.
سرمه؛ سرمه دبیث مار، خواهر مارشیمون به نیروی مهاجم دستور داده بود که حتی به حیوانات هم رحم نکنند. به نوشته مورخین؛ با شعله‌ور شدن آتش جنگ، مردان و تفنگچیان شجاع حاضر درقلعه تصمیم به دفاع از خود در مقابل نیروهای مهاجم مسیحی گرفتند و توانستند تا تمام شدن فشنگ‌ها و مهماتشان ۵ تا ۶ روز تمام مقاومت کنند.
اما مسیحیان شب ژوئیه ۱۹۱۸ پس از کوبیدن قلعه با توپ و خراب کردن درب قلعه و ویران کردن حصار آن وارد روستا شده و به کشتار شروع کردند.
نیروهای مهاجم؛ بعد قتل‌عام مدافعین شجاع قلعه عسگرآباد، شروع به غارت و قتل فجیع زنان و کودکان بی‌پناه شدند. در این هنگام حداقل دویست نفر از اهالی و پناهندگان روستاهای مجاور، از مرد و زن و کودک به مسجد بزرگ داخل قلعه پناهنده شده بودند. مسیحیان تمام درهای مسجد را گرفته و بعد به آن جا داخل شده، به احدی رحم نکردند. شیون و ناله زنان و بچگان از زمین به آسمان بلند گردیده، همه آن‌ها را در جلو چشم یکدیگر کشتند. عده کشته شدگان در مسجد قریه به قدری زیاد بود که خون از پنجره‌ها و کف مسجد به بیرون جاری شد. اثرات این جنایت؛ شصت سال بعد از این فاجعه، بر روی دیوارای مسجد قدیمی باقی و دیوارها را به بلندی یکمتر برنگ قهوه‌ای خون خشک شده رنگ کرده بود.